# Khardja
Khardja (en espagnol jarcha ['xartʃa], de l'arabe خرجة final) est un terme littéraire qui désigne les vers finaux de la dernière strophe d'un muwashshah, poème arabe ou hébreu à forme fixe qui fut inventé en al-Andalus, en Espagne médiévale musulmane, au XIe siècle. Les quelque soixante-dix khardjas retrouvées, composées en mozarabe ou en arabe classique, et écrites en caractères hébraïques ou arabes (en aljamiado), sont d'une grande importance pour la philologie romane. Datant du XIe siècle, elles représentent d'une part les plus vieux textes intégraux connus en langues ibéro-romanes, et d'autre part elles constituent les plus anciens témoignages de poésie écrite dans une langue romane, antérieure à celle des troubadours.

## Lakhardja- une petite chanson intégrée dans un long poème
Les muwashshahs, chansons panégyriques ou chansons d'amour, sont des poèmes à forme fixe de cinq strophes au schéma de rimes suivant :
(aa) bbbaa cccaa dddaa eeeaa fffAA
Les vers finaux (AA) de la dernière strophe s'appellent khardja (jarcha). Alors que tous les autres vers du muwashshah sont écrits en arabe standard ou en hébreu, la khardja est composée dans une des deux langues vulgaires d'al-Ándalus, soit en dialecte hispano-arabe, soit en un dialecte de l'ancien espagnol, en mozarabe, en aljamía. Les manuscrits retrouvés qui datent des XIe et XIIe siècles furent étudiés par des orientalistes qui n'ont pas su reconnaître ou déchiffrer les vers finaux écrits en aljamiado : en langue romane, mais avec des caractères arabes ou hébraïques, écritures sémitiques sans voyelles. Avant que ces textes soient accessibles à des romanistes, il a fallu attendre jusqu'en 1948, l'année dans laquelle Samuel Miklos Stern (es), hébraïste et arabiste, publia en langue française dans Al-Andalus , revue espagnole pour études arabistes, vingt khardjas non seulement en caractères hébraïques, mais aussi dans une version translittérée en alphabet latin. Comme l'alphabet hébreu est une écriture  consonantique, Stern proposa ensuite pour chaque khardja une version déchiffrée, en transcription dite vocalisée, interprétation qui fit apparaître des textes en ancien espagnol qu'il traduisit finalement en français moderne. L'article de Stern fit sensation dans la communauté des romanistes. 
En 1952, l'arabiste espagnol Emilio García Gómez publia dans Al-Andalus vingt-quatre khardjas romanes découvertes dans des muwashshahs arabes. 
Ces vers finaux en ancien espagnol dans les muwashshahs hispano-hébraïques et hispano-arabes sont des fragments de chansons de femme : Frauenlieder, cantigas de amigo, des chansons de toile. Leur motif est la complainte d'une jeune fille qui exprime son amour passionné vers son amant absent :
« Ô toi qui es brun, ô délices des yeux!  Qui  pourra supporter l'absence, mon ami? » Tout rend le contraste extrême entre le poème et cette pointe finale : le changement de langue, de style, de sujet. Mais c'est le contraste qui met en valeur l'à-propos de la citation.
- Michel Zink: Leçon inaugurale faite le vendredi 24 mars 1995 au Collège de France, Chaire de Littératures de la France médiévale

## Exemple d'une khardja
L'exemple est tiré du muwashshah panégyrique du poète juif Juda Halevi, publié par Samuel M. Stern sous le  no 4. Une jeune fille confesse son amour devant ses compagnes :
1. D'abord le texte de la khardja est translitéré en alphabet latin, et donne une séquence purement consonantique et incompréhensible :
gryd bš y yrmn lš
km kntnyr mwm ly
šn lhbyb nn bbr yw
dbl ry dmnd ry
2 La transcription, dite vocalisée (voyelles ajoutées) fait enfin apparaître le texte en ancien espagnol :
Garyd vos, ey yermanellas
cómo contenir a meu male
Sin al-habib non viviré yo
advolare demandaré
3 Traduction en espagnol moderne :
Decid, vosotras, ay, hermanillas,
cómo contener mi mal.
Sin el amado no podré vivir;
y volaré a reclamarlo.
4 Traduction en langue française :
Dites-moi, petites sœurs,
comment contenir ma peine !
Je ne peux pas vivre sans mon ami,
je veux m'envoler le chercher.
La rupture entre le début panégyrique du poème en hébreu et ses vers finaux en langage de la poésie amoureuse est grande. Michel Zink y voit le jeu d'une poétique qui utilise la citation du fragmentaire pour accentuer la distance culturelle entre l'art savant et l'art populaire ; elle met en valeur l'ingéniosité du poète :
La khardja qui clôt et qui fonde en même temps métriquement et musicalement son poème nouveau, brillant, complexe doit paraître fragmentaire, balbutiante, venue du fond des âges et du fond de l'âme, d'une simplicité insistante, surdéterminée, celle d'une langue qui n'est pas une langue de culture, celle d'une poétique rudimentaire, celle de la jeune fille ignorante qui fait entendre sa voix.
- Michel Zink: Leçon inaugurale faite le vendredi 24 mars 1995 au Collège de France, Chaire de Littératures de la France Médiévale
Ces fragments écrits en caractères non latins, en aljamiado, sont les premiers témoignages d'une poésie en langue romane, d'un lyrisme populaire qui se serait manifesté au XIe siècle dans la péninsule ibérique musulmane. Certains philologues comme Emilio García Gómez et Álvaro Galmés de Fuentes ont voulu reconnaître dans les khardjas les modèles des cantigas de amigo chantées en galaïco-portugais par les troubadours de la péninsule ibérique, des chansons de toile et du virelai français auxquels elles ressemblent en forme et en fond thématique.
Selon Michel Zink aucune de ces thèses n'est démontrable, mais le jeu des influences a certainement été complexe. Quoi qu'il en soit, et sans aborder l'insoluble querelle sur les origines du lyrisme roman, il est unanimement admis que les khardjas témoignent d'une poésie populaire médiévale commune à toute la Romania.